# Tang Lin
Tang Lin (in cinese: 唐琳; 7 maggio 1976) è un'ex judoka cinese.

## Palmarès

### Olimpiadi
- 1 medaglia:
  - 1 oro (Sydney 2000 nei -78 kg)